# Rasmus Wikström
Rasmus Wikström, né le 18 mars 2001 à Göteborg en Suède, est un footballeur suédois qui évolue au poste de défenseur central à l'IF Elfsborg.

## Biographie

### En club
Né à Göteborg en Suède, Rasmus Wikström est formé par le club local de l'IFK Göteborg, qu'il rejoint à l'âge de treize ans, en provenance du Partille IF. Il signe son premier contrat professionnel en décembre 2018 avant d'être promu en équipe première.
Il joue son premier match en professionnel le 13 juillet 2019, lors d'une rencontre d'Allsvenskan, la première division suédoise, face au Falkenbergs FF. Il entre en jeu à la place de Victor Wernersson et les deux équipes se neutralisent (1-1 score final).
Le 29 juillet 2021, Rasmus Wikström rejoint le Brøndby IF, tout récent champion du Danemark. Le défenseur jeune suédois signe un contrat de quatre ans, soit jusqu'en juin 2025,.
Peu utilisé au Brøndby IF, Wikström rejoint SønderjyskE lors de l'été 2022 sous la forme d'un prêt d'une saison. Le transfert est annoncé le 16 juin 2022.
Le 21 août 2023, Rasmus Wikström quitte définitivement le Brøndby IF pour rejoindre le Mjällby AIF, avec lequel il signe un contrat courant jusqu'en décembre 2026.
En janvier 2025, Rasmus Wikström rejoint l'IF Elfsborg. Le transfert est annoncé dès le 23 décembre 2024 et il signe un contrat de cinq ans, soit jusqu'en décembre 2029,.

### En sélection
Rasmus Wikström représente l'équipe de Suède des moins de 16 ans, jouant au total neuf matchs avec cette sélection, tous en 2017. Il officie également comme capitaine à une reprise.
Avec les moins de 17 ans, il marque son premier but contre la Pologne le 23 octobre 2017 (1-1 score final). Il participe ensuite à la phase finale du championnat d'Europe des moins de 17 ans en 2018. Lors de cette compétition organisée en Angleterre, il joue quatre matchs en tant que titulaire au poste d'arrière droit. Il s'illustre en donnant la victoire à son équipe face au Portugal lors du dernier match de groupe en marquant le seul but sur un service de Benjamin Nygren. La Suède s'incline en quart de finale face à l'Italie (1-0 score final).